# Kulik krótkodzioby
Kulik krótkodzioby (Numenius minutus) – gatunek średniej wielkości ptaka brodzącego z rodziny bekasowatych (Scolopacidae). Najmniejszy z kulików. Wędrowny, rozmnaża się na dalekiej północy Syberii, zimuje w Australii. Nie jest zagrożony wyginięciem.

## Taksonomia
Gatunek opisał John Gould na łamach czasopisma „Proceedings of the Zoological Society of London” w 1841 roku. W opublikowanym w 1848 roku 6. tomie dzieła Birds of Australia Gould zamieścił też ilustrację przedstawiającą samca i samicę. Nie wyróżnia się podgatunków. Jest blisko spokrewniony z północnoamerykańskim kulikiem eskimoskim (Numenius borealis), niekiedy te dwa taksony łączono w jeden gatunek.

## Morfologia
Najmniejszy z kulików. Bardziej blady i o cieplejszym odcieniu niż inne kuliki, kulik krótkodzioby nie posiada jasnego kupra charakterystycznego dla kulików wielkiego i syberyjskiego, a także nie ma dobrze widocznych prążków na głowie i dłuższego dzioba typowego dla kulika mniejszego.
Długość ciała 28–34 cm, rozpiętość skrzydeł 68–71 cm, masa ciała 118–221 g.

## Zasięg występowania
W sezonie lęgowym występuje na północy Syberii (północny Kraj Krasnojarski, północna i środkowa Jakucja); zimuje w Australii, głównie na północnym i wschodnim wybrzeżu. Wyjątkowo zalatuje do Europy i Ameryki Północnej.

## Ekologia
Pojawia się na otwartych przestrzeniach takich jak pola, łąki czy pastwiska, oraz na nadmorskich błotnistych równinach podczas okresu przelotów. Gatunek ten odżywia się poprzez sondowanie miękkiego błota w poszukiwaniu małych bezkręgowców. Skład jego diety uzupełnia materia roślinna – nasiona, plewy ryżowe czy jagody.
Sezon lęgowy trwa od końca maja do początku sierpnia. Gniazduje w luźnych koloniach liczących 3–30 par. Gniazdo stanowi niewielkie zagłębienie w ziemi, wyłożone trawą. W zniesieniu zwykle 4 jaja, niekiedy 3. Ich inkubacja trwa 22–23 dni, a zajmują się nią oboje rodzice. Młode są w pełni opierzone w wieku około 5 tygodni.

## Status
W Czerwonej księdze gatunków zagrożonych IUCN kulik krótkodzioby jest klasyfikowany jako gatunek najmniejszej troski (LC, Least Concern). W 2023 roku organizacja Wetlands International szacowała liczebność populacji na około 110 tysięcy osobników. Trend liczebności populacji oceniany jest jako spadkowy.
Kluczowe obszary migracji tego gatunku w północnej Australii są narażone na degradację spowodowaną przez ekspansję roślin inwazyjnych (takich jak Mimosa pigra, Hymenachne amplexicaulis i trawa Brachiaria mutica), penetrację wód słonych wskutek podwyższania się poziomu morza, jak również szkodliwe działania dzikich świń i bawołów (Bellio et al. 2006). Siedliska tego gatunku mogą być dodatkowo zagrożone przez wzrost intensywności rolnictwa oraz zanieczyszczenia pestycydami (del Hoyo et al. 1996).